# انیو فانتاستیکینی
انیو فانتاستیکینی (ایتالیایی: Ennio Fantastichini؛ زادهٔ ۲۰ فوریهٔ ۱۹۵۵ – ۱ دسامبر ۲۰۱۸) بازیگر اهل ایتالیا است.
از فیلم‌ها و مجموعه‌های تلویزیونی‌ای که وی در آن نقش داشته‌است، می‌توان به کارول: مردی که پاپ شد، ایستگاه، گانگستر، انتقام، ناپلئون، دردسرسازان، اتوبوس شب، یک داستان ساده، ویولا، یک زندگی خشن و یوسف نجار اشاره کرد.
فانتاستیکینی در سال ۱۹۹۱ و ۲۰۱۰ برنده جایزه انجمن ملی فیلم ایتالیا بهترین بازیگر نقش مکمل مرد شده‌است.